# Nicola Zagame

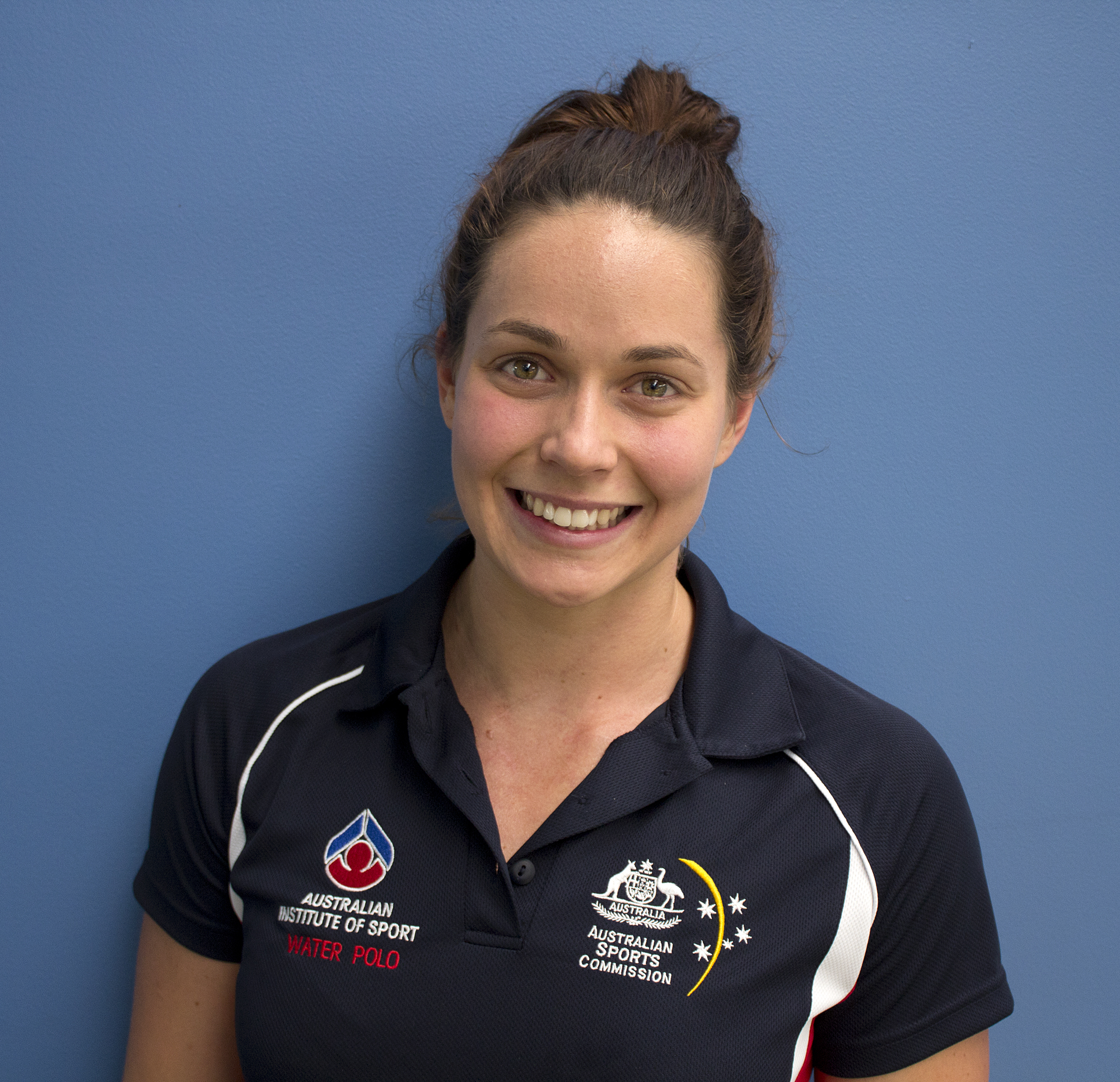
Nicola Zagame (2012)

Nicola Maree Zagame (* 11. August 1990 in Kogarah, Sydney) ist eine ehemalige australische Wasserballspielerin. Sie war Olympiadritte 2012 und Weltmeisterschaftszweite 2013.

## Sportliche Karriere
Die 1,74 m große Nicola Zagame spielte auf der Außenposition. 
Ihr erstes großes internationales Turnier war die Weltmeisterschaft 2009, dort wurde sie mit der australischen Wasserball-Nationalmannschaft Sechste. Zwei Jahre später belegten die Australierinnen den sechsten Platz bei der Weltmeisterschaft 2011. Beim olympischen Wasserballturnier 2012 in London gewannen die Australierinnen ihre Vorrundengruppe vor den Russinnen und den Italienerinnen. im Viertelfinale besiegten sie die Chinesinnen im Penaltyschießen, nachdem das Spiel nach der Verlängerung 16:16 gestanden hatte. In diesem Spiel erzielte Zagame drei Tore, beim Penaltyschießen war sie nicht dabei. Nachdem die Australierinnen im Halbfinale nach Verlängerung 9:11 gegen das US-Team verloren hatten, mussten sie auch im Spiel um Bronze in die Nachspielzeit. Diesmal gewannen sie mit 13:11 gegen die Ungarinnen.
2013 bei der Weltmeisterschaft in Barcelona gewannen die Australierinnen ihre Vorrundengruppe. Mit Siegen über Usbekistan und Griechenland erreichten sie das Halbfinale. Beim 9:6 gegen die Russinnen erzielte Zagame drei Treffer. Im Finale unterlagen die Australierinnen den Gastgeberinnen mit 6:8. Zwei Jahre später bei der Weltmeisterschaft 2015 gewannen die Australierinnen erneut ihre Vorrundengruppe. Nach einem Sieg gegen China im Viertelfinale unterlagen die Australierinnen im Halbfinale dem Team aus den Vereinigten Staaten. Das Spiel um den dritten Platz gegen die Italienerinnen musste nach der Verlängerung im Penaltyschießen entschieden werden, die Australierinnen unterlagen. Beim olympischen Wasserballturnier 2016 in Rio de Janeiro unterlagen die Australierinnen den Chinesinnen im Viertelfinale nach Penaltyschießen. Letztlich belegten die Australierinnen den sechsten Platz. Nicola Zagame erzielte im Spiel um den fünften Platz den letzten Treffer gegen die Spanierinnen.